# Opravný prostředek
Opravný prostředek je formalizovaný úkon účastníka řízení (například soudního nebo správního), které směřuje proti konkrétnímu — dle názoru účastníka nesprávnému — rozhodnutí vydanému orgánem, který v daném řízení rozhoduje (například soudem nebo úřadem), a jehož smyslem je docílit opravy tohoto rozhodnutí dle představ účastníka. O opravném prostředku nejčastěji rozhoduje orgán nadřízený orgánu, který rozhodnutí vydal.
Opravné prostředky se dělí na řádné a mimořádné. Řádnými se nazývají ty, kterými se napadá nepravomocné rozhodnutí, mimořádnými se nazývají ty, kterými se napadá pravomocné rozhodnutí. Řádné opravné prostředky úzce souvisí s takzvanou dvouinstančností většiny závažných řízení: rozhodnutí je definitivní, teprve pokud se na něm shodl podřízený a nadřízený orgán, nebo pokud se účastníci spokojili již s rozhodnutím v první instanci.
Pro každý konkrétní druh opravného prostředku bývají stanovena podrobná pravidla: kdo ho může podat, v jaké lhůtě od rozhodnutí, jakým způsobem a komu, a jaký druh vznášených důvodů je přípustný. Taková pravidla jsou odlišná v jiných řízeních, i když se opravný prostředek stejně jmenuje.	

## Opravné systémy

### Apelační opravný systém
Tento systém je nejširší, dovoluje přezkoumání rozhodnutí po skutkové i právní stránce. Nadřízený orgán může rozhodnutí změnit, potvrdit i zrušit. V systému úplné apelace může i přihlížet k novým skutečnostem a důkazům (tzv. nova či novoty). V systému neúplné apelace není možno novoty uplatnit (s některými výjimkami – např. kdyby v době původního rozhodnutí sice existovaly, ale nebyly tehdy známé).

### Kasační opravný systém
Kasační systém umožňuje přezkoumání rozhodnutí pouze po právní stránce. Nadřízený orgán může rozhodnutí potvrdit nebo zrušit (kasace). Pokud ho zruší, vrátí věc k novému rozhodnutí podřízenému orgánu, který vydal předchozí rozhodnutí. Ten se poté musí řídit právním názorem nadřízeného orgánu. Podle tohoto systému je pojmenována i kasační stížnost, mimořádný opravný prostředek v českém správním soudnictví.

### Revizní opravný systém
Tento systém dovoluje přezkoumání rozhodnutí také pouze po právní stránce, nadřízený orgán však může rozhodnutí kromě potvrzení nebo zrušení i změnit. V České republice takto funguje např. dovolání.

## Účinek
Suspenzivní (odkladný) účinek znamená, že včas podaným opravným prostředkem se odkládá právní moc a vykonatelnost napadeného rozhodnutí. To nevylučuje častou možnost odvolacího orgánu odkladný účinek u jednotlivého případu vyloučit.
Devolutivní účinek způsobuje, že o opravném prostředku rozhoduje orgán nadřízený orgánu, který napadené rozhodnutí vydal. Výjimkou je v některých řízení možná autoremedura, která umožňuje za určitých okolností orgánu opravnému prostředku v plném rozsahu vyhovět a vlastní rozhodnutí tak opravit (zhojit).

## Opravné prostředky v občanském soudním řízení

### Odvolání
Odvolání je jediný řádný opravný prostředek, kterým se napadá rozhodnutí, které ještě nenabylo právní moci. V nesporném řízení se uplatňuje systém úplné apelace, ve sporném pak systém neúplné apelace. Právní moc napadeného rozhodnutí se po dobu odvolacího řízení odkládá. Odvolání není přípustné proti rozsudkům v tzv. bagatelních věcech (spor o peněžité plnění do 10 000 Kč) a proti některým usnesením (např. jimiž se jen upravuje vedení řízení, bylo zahájeno řízení bez návrhu, byl schválen smír apod.).
Lhůta pro podání odvolání činí 15 dnů od doručení rozhodnutí. Pokud účastník není vůbec či řádně poučen o možnosti podat odvolání, lhůta pro odvolání činí 3 měsíce od doručení rozhodnutí. Prominutí zmeškání lhůty je možné z omluvitelných důvodů do 15 dnů od odpadnutí překážky. Odvolání může podat účastník řízení, kterému nebylo rozhodnutím plně či částečně vyhověno. V taxativně stanovených řízeních může odvolání podat i státní zástupce.

### Odpor
Charakter řádného opravného prostředku má i podaný odpor proti platebnímu rozkazu. Včas podaný odpor platební rozkaz ruší v plném rozsahu a soud nařídí jednání.

### Námitky
Proti směnečnému nebo šekovému platebnímu rozkazu lze naopak podat námitky, na základě kterých, pokud jsou podány včas, soud nařídí jednání a v něm rozhodne, zda napadený platební rozkaz ponechá v platnosti či nikoli.

## Opravné prostředky v trestním řízení

### Řádné

#### Odpor
Proti trestnímu příkazu lze podat do osmi dnů od doručení odpor, kterým se trestní příkaz zruší a soud nařídí hlavní líčení, ve kterém o vině a případném trestu obžalovaného standardně rozhodne.

## Opravné prostředky ve správním řízení
Kromě níže uvedených má charakter podobný opravnému prostředku i dozorčí prostředek přezkumné řízení.

### Řádné

#### Odvolání
Odvoláním lze napadnout jakékoliv rozhodnutí správního orgánu, pokud zvláštní zákon nestanoví jinak; odvolání také nemůže podat účastník, který se práva na podání odvolání vzdal. Napadnout lze celou výrokovou část, jednotlivý výrok nebo jeho vedlejší ustanovení, nikoliv však pouze odůvodnění. Odvolací lhůta činí 15 dnů ode dne oznámení rozhodnutí, pokud zvláštní zákon nestanoví jinak. Odvolání lze vzít zpět; pokud nebylo ve stejné věci podáno jiné odvolání, musí být odvolací řízení zastaveno.
Včas podané a přípustné odvolání má suspenzivní a devolutivní účinek, pokud zvláštní zákon nestanoví jinak. Zákonnost rozhodnutí a řízení je přezkoumávána ex offo, správnost rozhodnutí jen v rozsahu podaných námitek. Odvolací orgán může:
- napadené rozhodnutí (nebo jeho část) zrušit a řízení zastavit;
- napadené rozhodnutí (nebo jeho část) zrušit a věc vrátit k novému projednání správnímu orgánu, které napadené rozhodnutí vydal (ten je pak vázán právním názorem odvolacího orgánu);
- napadené rozhodnutí (nebo jeho část) změnit (při dodržení zásady zákazu reformatio in peius, změnit nemůže rozhodnutí orgánů územní samosprávy vydané v jejich samostatné působnosti), nebo
- odvolání zamítnout a napadené rozhodnutí potvrdit.

Proti rozhodnutí odvolacího orgánu se nelze dále odvolat. Lze však podat žalobu ke krajskému soudu, který ji posoudí ve správním soudnictví.

#### Odpor
Proti povinnosti uložené formou písemného příkazu může podat ten, jemuž se povinnost ukládá, odpor. Lhůta pro podání odporu je osm dnů ode dne oznámení příkazu. Včasným podáním odporu se příkaz ruší a řízení pokračuje.

### Mimořádné

#### Obnova řízení
Obnova řízení je možná z následujících důvodů:
- vyšly najevo dříve neznámé skutečnosti nebo důkazy, které existovaly v době původního řízení a které účastník, jemuž jsou ku prospěchu, nemohl v původním řízení uplatnit, anebo se provedené důkazy ukázaly nepravdivými
- bylo zrušeno či změněno rozhodnutí, které bylo podkladem rozhodnutí vydaného v řízení, které má být obnoveno
- rozhodnutí bylo dosaženo trestným činem

Obnova z prvních dvou důvodů je možná na návrh účastníka ve lhůtě 3 měsíců ode dne, kdy se o důvodu obnovy řízení dozvěděl, nejpozději však do 3 let ode dne právní moci rozhodnutí. Ex offo je možná obnova řízení z výše uvedených důvodů a za podmínky veřejného zájmu na novém řízení (platí jen druhá výše uvedené lhůta) a z důvodu, že rozhodnutí bylo dosaženo trestným činem (v takovém případě platí lhůta 3 let ode dne právní moci takového rozsudku), v takovém případě jde materiálně o dozorčí prostředek, nikoliv opravný prostředek.
O obnově řízení rozhoduje správní orgán, který rozhodl v posledním stupni. Rozhodnutí má suspenzivní účinek, pokud ještě nebylo původní rozhodnutí vykonáno. Proti rozhodnutí o obnově řízení je možno použít odvolání. Případně obnovené řízení tvoří jeden celek s původním řízením a je jeho pokračováním.

#### Přezkumné řízení
Jde o přezkum pravomocných rozhodnutí v případech, kdy je pochybnost o souladu napadeného rozhodnutí s právními předpisy. Jistá protiprávnost aktu.
Řízení se zahajuje pouze ex offo a nařizuje ho správní orgán nadřízený orgánu, který napadené rozhodnutí vydal.

## Opravné prostředky ve správním soudnictví
Ve správním soudnictví existují jen mimořádné opravné prostředky, neboť řízení je zde jednoinstanční.